# Головной регистр
Головной регистр голоса — способ звукоизвлечения, при котором основная вибрация ощущается в верхней части головы — в резонаторах черепа (лоб, носовые пазухи и т. д.), то есть выше, чем при использовании грудного голоса. Используется в опере, академическом пении, мюзиклах, особенно для высоких нот.
Со времён Мануэля Гарсии (1840), головной голос (особенно мужской) обычно отождествляется с фальцетом, а головной регистр — с фальцетным. 

## Разграничение головного и фальцетного регистров
Самым авторитетным вокальным педагогом XIX века был Мануэль Гарсия (родной брат таких выдающихся исполнительниц, как Мария Малибран и Полина Виардо, и сын первого исполнителя партии Фигаро в «Севильском цирюльнике»). Он часто заводил речь про голосовые регистры, но не раз менял взгляды на их количество и соотношение. В одних трудах он различает головной и фальцетный регистры, а в других — отрицает принципиальное различие между ними. Среди современных специалистов по вокалу также есть те, кто убеждён,  что головной регистр не равнозначен фальцету, так как при использовании головного регистра голосовые связки плотно смыкаются, а при использовании фальцета — нет.
В реальной практике (особенно в лёгкой, популярной музыке) граница между головным регистром и фальцетом часто размыта. У многих контратеноров фальцет настолько развит, что звучит почти так же, как головной регистр. При разграничении данных регистров применительно к академическому пению  фальцет обычно считается вспомогательным приёмом, а головной регистр — основным рабочим режимом для высоких нот, так как головной голос обеспечивает звук более насыщенный и сильный, чем при пении фальцетом.

## Сочетание головного и грудного регистров
Контратеноры эпохи барокко (в отличие от большинства современных контратеноров, которые полагаются на фальцет)  использовали сочетание грудного и головного регистров (смешанный регистр, или микст), что позволяло им достигать мощного, драматичного звучания и заполнять своим голосом обширные залы театров. 
Большинство теноров, сопрано и меццо-сопрано переходят с грудного голоса на головной в верхней части диапазона: у теноров — примерно с нот ми⁴-соль⁴, у сопрано — с фа⁴-ля⁴ (точные границы зависят от индивидуальных особенностей голоса). Пение исключительно в грудном регистре делает звук слишком тяжёлым и повышает риск перенапряжения связок, особенно на высоких нотах. С другой стороны, использование только головного регистра придает голосу излишнюю лёгкость, лишая его силы, необходимой для заполнения театральных залов (без помощи микрофонов). Вокальные педагоги учат певцов профессионально владеть смешанным резонированием (соединение грудного и головного регистров) для сохранения баланса между мощью, гибкостью и здоровьем голоса.